# Опросник Марселя Пруста
Опро́сник Марсе́ля Пру́ста (фр. Questionnaire de Proust) — анкета знаменитого французского писателя Марселя Пруста, своими ответами прославившего такого рода опросники. В дальнейшем «опросником Пруста» стали называть любой набор подобных вопросов, хотя к самому Прусту они не имели уже никакого отношения. Анкеты появились ещё до рождения писателя, были популярны во всей Европе и в других странах мира. В различных формах подобное анкетирование сохранилось до наших дней и применяется, в частности, на телевидении, в других средствах массовой информации и Интернете.

## Предыстория
В конце XIX века, когда Пруст был ещё подростком, он заполнил анкету, называвшуюся «Альбом для записи мыслей, чувств и т. д.», которая принадлежала его подруге Антуанетте, дочери будущего французского президента Феликса Фора. В то время подобные анкеты, показывавшие вкусы, черты характера, стремления и убеждения заполнявших их людей, были модны и распространены в английских салонах.
Модная салонная традиция, зародившаяся в образованном обществе викторианской эпохи, была известна под названием «альбом признаний», на каждой странице которого располагался ряд вопросов. Владелица альбома давала его своим друзьям и знакомым, собирая их ответы и высказывания на память. Это увлечение охватило всю Европу и долго не выходило из моды. Из подобного рода опросников составлялись альбомы или книжки с «исповедями» и «признаниями», содержащие довольно стандартный список вопросов, к ответам на которые прилагались фотографии и портреты отвечающих, автографы, а также стихи, пожелания и т. д., что во многом сближает анкеты с ранее особо популярными в эпоху сентиментализма и романтизма альбомами, которые также составлялись из «чужих слов» (текстов).
Свидетельством популярности таких занятий могут служить слова Франциски Кугельман, близкой к семье Карла Маркса: «Во время своего пребывания в Ганновере Женни подарила моей матери так называемую книгу-исповедь: такие книги появились тогда в Англии, а затем и в Германии под названием „Познай самого себя“». Это увлечение распространилось и приняло различные формы, хозяйки таких сборников рассылали анкеты по почте с просьбой заполнить вопросники, кроме того, позже ответы известных людей стали публиковать.

## Анкеты Пруста
Пруст заполнял анкету несколько раз в своей жизни, и всегда с энтузиазмом. До наших дней дошли две анкеты, заполненные Марселем Прустом. Первая, датируемая 1886 годом, была заполнена писателем в 13 или 14 лет; вторая, датируемая 1891 или 1892 годом, — в 19 или 20 лет. В 1924 году была найдена рукопись с его ответами, датируемая 1890 годом. 27 мая 2003 года она была продана на аукционе за €102 000. Альбом с этой анкетой обнаружил среди личных вещей Антуанетты Фор её сын, психоаналитик Андре Берж. Он опубликовал страницу с ответами Пруста во французском литературном журнале «Les Cahiers du Mois». В своей статье под названием «О счастливой находке» Берж утверждал, что текст ответов Пруста необходимо подвергнуть психоанализу. Так, он отметил, что на вопрос «представление о несчастье» Пруст ответил: «Быть вдали от матери», затем зачеркнул часть фразы, заменив её на «быть разлучённым с матерью».
Существует биографическое истолкование неординарных ответов Пруста, которое основывается на фактах из его детства, сложных взаимоотношениях с друзьями и товарищами по учёбе, связанных с их неспособностью оценить эмоциональные особенности и характер будущего писателя, и, возможно, его гомосексуальными наклонностями, которые он вынужден был скрывать. Так, литературовед Субботина Г. А. отмечала, что в поведении Пруста в период взросления за внешней мягкостью скрывалось стремление контролировать своих близких и манипулировать ими, а «двойственная, манипулятивная природа дружеских привязанностей Пруста видна и в ответах на анкету, которую будущий писатель заполнил в возрасте двадцати лет». Биограф писателя по этому поводу писала:
Главной чертой своей личности он называет „необходимость быть любимым и, точнее, необходимость, чтобы его ласкали и баловали больше, чем восхищались“. В своих друзьях он ценит способность быть нежным с ним, но только в случае, если они достаточно изысканны, „чтобы нежность имела ценность“. Занятие, которому он отдаёт предпочтение, — „любить“. Достоинства, которыми он хотел бы обладать, — это „воля и способность соблазнять“».— Г. А. Субботина. Марсель Пруст
Вторая анкета Пруста была опубликована значительно раньше первой в журнале «La Revue Illustrée» в 1890-х, то есть ещё при жизни Пруста, но до того, как к нему пришло литературное признание.
Сам Марсель Пруст не составлял опросник, анкеты появились ещё до его рождения, однако именно его ответы были признаны наиболее оригинальными, и такие анкеты вошли в историю именно под именем Пруста.

### Анкета № 1
Датируется 4 сентября 1887 года и состоит из 24 вопросов.
| Анкета № 1                                                      | Ответы 16-летнего Марселя Пруста |
| --------------------------------------------------------------- | --- |
| Какие добродетели Вы цените больше всего?                       | Те, которые не ограничены принадлежностью к какой-либо секте, то есть общечеловеческие. |
| Качества, которые Вы больше всего цените в мужчине?             | Ум, чувство морали. |
| Качества, которые Вы больше всего цените в женщине?             | Нежность, естественность, ум. |
| Ваше любимое занятие?                                           | Читать, мечтать, заниматься поэзией, историей, посещать театр. |
| Ваша главная черта?                                             | ---- |
| Ваша идея о счастье?                                            | Жить с людьми, которых я люблю, в окружении красивой природы, среди множества книг и музыки, и неподалёку от французского театра.                                                                        |
| Ваша идея о несчастье?                                          | Быть в разлуке с мамой. |
| Ваш любимый цвет и цветок?                                      | Я люблю все цвета, а по поводу цветов — я не знаю. |
| Если не собой, то кем Вам хотелось бы быть?                     | Поскольку этот вопрос неактуален, я бы предпочёл не отвечать на него. В то же самое время, я не отказался бы быть Плинием Младшим.                                                                       |
| Где Вам хотелось бы жить?                                       | В стране идеала или, точнее, моего идеала. |
| Ваши любимые писатели?                                          | Жорж Санд, Огюстен Тьерри. |
| Ваши любимые поэты?                                             | Мюссе. |
| Ваши любимые художники и композиторы?                           | Мейсонье, Моцарт, Гуно. |
| К каким порокам Вы чувствуете наибольшее снисхождение?          | К частной жизни гениев. |
| Каковы Ваши любимые литературные персонажи?                     | Те из романов и лирики, которые скорее выражают идеал, чем служат примером для подражания. |
| Ваши любимые герои в реальной жизни?                            | Нечто среднее между Сократом, Периклом, Магометом, Мюссе, Плинием Младшим и Огюстеном Тьерри. |
| Ваши любимые героини в реальной жизни?                          | Гениальная женщина, ведущая обыкновенный образ жизни. |
| Ваши любимые литературные женские персонажи?                    | Те, которые являются более, чем женщинами, однако не утратившие своей женственности: нежные, поэтичные, чистые и во всех отношениях прекрасные.                                                          |
| Ваше любимое блюдо, напиток?                                    | ---- |
| Ваши любимые имена?                                             | ---- |
| К чему Вы испытываете отвращение?                               | К людям, которые не чувствуют, что есть добро, которые пренебрегают счастьем любви. |
| Какие исторические личности вызывают Вашу наибольшую антипатию? | ---- |
| Ваше состояние духа в настоящий момент?                         | ---- |
| Ваше любимое изречение?                                         | Любимое изречение — то, которое нельзя резюмировать (или пересказать вкратце), поскольку его наиболее простое выражение представляет собой всё, что есть самого лучшего, красивого и великого в природе. |

### Анкета № 2
Датируется приблизительно 1890 годом или немного позднее и состоит из 31 вопроса.
| Анкета № 2                                             | Ответы 19-летнего Марселя Пруста                                                                             |
| ------------------------------------------------------ | --- |
| Ваша самая характерная черта?                          | Жажда быть любимым, а точнее, быть обласканным и избалованным, скорее чем служить предметом восхищения.      |
| Качества, которые Вы больше всего цените в мужчине?    | Женственное обаяние.                                                                                         |
| Качества, которые Вы больше всего цените в женщине?    | Добродетели мужчины и искренность в дружбе.                                                                  |
| Что вы больше всего цените в Ваших друзьях?            | Нежность по отношению ко мне, при том, что их личности настолько утончённы, что их нежностью стоит дорожить. |
| Что является Вашим главным недостатком?                | Неумение, неспособность «желать».                                                                            |
| Какое Ваше любимое занятие?                            | Любить. |
| Какова Ваша мечта о счастье?                           | Боюсь, что она недостаточно возвышенна, к тому же боюсь разрушить её словами.                                |
| Что Вы считаете самым большим несчастьем?              | Никогда не знать мою маму или бабушку.                                                                       |
| Каким Вы хотели бы быть?                               | Самим собой — таким, каким меня хотели бы видеть люди, которыми я восхищаюсь.                                |
| В какой стране Вам хотелось бы жить?                   | В той, где мои желания сбывались бы, словно по волшебству, и где чувство нежности всегда было бы взаимным.   |
| Ваш любимый цвет?                                      | Красота заключается не в одном цвете, а в их гармонии.                                                       |
| Ваш любимый цветок?                                    | Любимый цветок любимого человека, а затем — все остальные.                                                   |
| Ваша любимая птица?                                    | Ласточка. |
| Ваши любимые писатели?                                 | Сегодня это Анатоль Франс и Пьер Лоти.                                                                       |
| Ваши любимые поэты?                                    | Бодлер и Альфред де Виньи.                                                                                   |
| Любимый литературный герой?                            | Гамлет. |
| Любимые литературные героини?                          | Федра, Береника.                                                                                             |
| Любимые композиторы?                                   | Бетховен, Вагнер, Шуман.                                                                                     |
| Любимые художники?                                     | Леонардо да Винчи, Рембрандт.                                                                                |
| Любимые герои в реальной жизни?                        | Месье Дарлю, месье Бутру.                                                                                    |
| Любимая героиня в истории?                             | Клеопатра.                                                                                                   |
| Любимые имена?                                         | В каждый данный момент у меня только одно любимое имя.                                                       |
| Что вы больше всего ненавидите?                        | То дурное, что есть во мне.                                                                                  |
| Исторические персонажи, которых Вы презираете?         | У меня недостаточно познаний, чтобы дать ответ на этот вопрос.                                               |
| Какой момент в военной истории Вы цените больше всего? | Когда я записался в добровольцы!                                                                             |
| Реформа, которую вы цените особенно высоко?            | ---- |
| Способность, которой вам хотелось бы обладать?         | Сила воли и умение очаровывать.                                                                              |
| Как Вы хотели бы умереть?                              | Став лучше, чем я теперь, и любимым.                                                                         |
| Ваше состояние духа в настоящий момент?                | Досада, что пришлось так долго размышлять о себе, чтобы ответить на все эти вопросы.                         |
| К каким порокам Вы чувствуете наибольшее снисхождение? | К тем, которые мне понятны.                                                                                  |
| Ваш девиз?                                             | Я предпочитаю его не раскрывать, чтобы он не принёс мне несчастья.                                           |

## Рецепция и влияние
На вопросы подобных анкет отвечали многие знаменитости: Оскар Уайльд (в альбоме «Ментальные фотографии. Альбом для признаний о вкусах, привычках и убеждениях»), Артур Конан Дойл, Стефан Малларме, Поль Сезанн и др. Однако наибольшую известность получили именно ответы Пруста, которые оказали в дальнейшем столь масштабное влияние, что, как считается, «со временем они стали самым популярным образцом личностного опросника в истории».
По совету Андре Моруа французский литературовед и критик Леонс Пейар (фр. Léonce Peillard) обратился с просьбой ответить на опросник Пруста известных французских писателей XX века. Несколько человек отказались: «кто-то счёл это „недопустимым душевным стриптизом“, кто-то — глупой светской забавой». Но многие согласились и ответили если и не на все, то на часть вопросов, подобных тем, какие были заданы Прусту. Пейар начал составлять этот своеобразный «альбом» в 1952 году, а в 1969 году он издал его под названием «Сто французских писателей отвечают на „Анкету Пруста“».
В 1975 году ведущий французского телевизионного ток-шоу Бернар Пиво использовал модифицированный вариант анкеты в заключительной части своей программы «Апострофы» (фр. Apostrophes). Передача была широко известна во Франции, и её аудитория в период наибольшей популярности составляла порядка 6,4 миллиона зрителей, а каждый её выпуск завершался опросом. Свою версию анкеты телеведущий представлял в эфире как дань уважения Прусту, однако его список из десяти вопросов, в том числе «ваше любимое ругательство» и «если бы Бог существовал, что бы вы хотели от него услышать при встрече в загробном мире», не соответствовал тем вопросам, на которые отвечал писатель. Джеймс Липтон (англ. James Lipton), американский журналист-интервьюер и телеведущий цикла передач под общим названием «В студии актёрского мастерства» (англ. Inside the Actors Studio), увидев в 1980-х годах французскую передачу с этим опросником, оценил по достоинству этот приём и решил применить его и в США. В автобиографии 2007 года он отметил, что опросник Пиво — это «тест Роршаха в устной форме, который расскажет зрителю о респонденте больше, чем часовой опрос». Липтон применил эту идею для своего шоу, которое начали транслировать по американскому кабельному каналу «Bravo» начиная с 1994 года. Французскую программу «Апострофы» сняли с эфира в 1989 году, но Пиво вернулся к своему опроснику в своей следующей передаче «Культурный бульон» («Культурная кухня») (фр. Bouillon de Culture) на телеканале Antenne 2, где вновь воспроизвёл этот формат, а в финальном выпуске в 2001 году Пиво и Липтон согласились сами впервые ответить на вопросы анкеты, выступив в этом качестве вместе. В разное время в программах Пиво участвовали Александр Солженицын, Владимир Набоков, Жорж Сименон, Чарльз Буковски, Умберто Эко и другие. Последний, на знаменитый вопрос Пиво: «Если бог существует, что бы вы хотели от него услышать после вашей смерти?» ответил: «Господин Эко, почему вы так часто обо мне говорите на телевидении? Оставьте меня уже в покое навсегда!»
В 1993 году американский журнал «Vanity Fair» на последней странице своих номеров начал публиковать ответы известных людей на «анкету Пруста», а в 2009 году опубликовал наиболее примечательные ответы в виде книги.
По мнению американского критика Эвана Кэйндли, неослабевающий интерес к подобного рода опросникам заключается в его престижности и по сути дела означает широкое признание заслуг анкетируемого. Он отмечал, что уже само предложение принять участие в подобном анкетировании подаётся как честь и представляет собой своего рода знак, свидетельствующий о том, что достижения творческого человека получили признание и выходят за пределы однообразного рекламного цикла:
Он приглашён не для того, чтобы выплюнуть какой-то товар — аудитория заинтересована именно в нём. Если в типичном журналистском интервью нужно выявить особые черты гостя, то опросник Пруста — неизменный ритуал, который добавляет определенный престиж, представляя вкусы, взгляды, предпочтения звёзд во всей философской, вневременной притягательности. Философ ты или актёр ситкомов, твоя ценность подтверждается самим фактом, что тебе вообще задают эти вопросы.— Эван Кэйндли. Опросник Пруста: от литературной безделицы к престижной личностной анкете
Польский писатель Марек Бенчик, указывая на английское происхождение опросника, писал, что это: «Собрание самых знаменитых в мире вопросов (кроме таковых о происхождении зла, о том, откуда и куда мы идём, о возможности существования иных форм жизни в космосе), подобно самолёту „Конкорд“, является продуктом совместного франко-английского производства». По мнению Бенчика, после смерти Пруста «имя писателя прилипло к милым вопросам, которых он сам, скорее всего, никому бы задавать не стал»: «К примеру, Джойсу во время знаменитого, организованного Сиднеем Шиффом, ужина Пруст задал только один вопрос: „Вы знаете герцога Монфокона?“».
Сам Пруст отрицательно относился к привлечению фактов биографии творческих личностей для понимания и истолкования их художественных произведений, о чём он писал в своём неоконченном сборнике эссе «Против Сент-Бёва», первое издание которого вышло только в 1954 году. Как указывал в предисловии к русскому изданию работы Пруста литературовед А. Д. Михайлов, Сент-Бёв прочно ассоциируется с так называемым «биографическим методом», а сам этот французский критик стал во многом создателем и по крайней мере наиболее значительным представителем этого метода: «Почти все особенности творчества того или иного писателя он истолковывал, исходя из тщательно собранных и детально изученных фактов его биографии, понимая последнее достаточно широко…» Противоположной точки зрения придерживался Пруст: по его мнению, жизнь творческого человека разительно отличается от «деятельности других людей и иной деятельности самого писателя», а в своём полемическом эссе едко заметил: «Кажется, за всю свою жизнь Сент-Бёв так никогда и не понял, в чём суть литературы. Он ставил её на одну доску с беседой».
Г. А. Субботина находит отражение этих взглядов уже в юношеской анкете будущего писателя. Так, по её мнению, особенно удивляет зрелость ответа на вопрос о том, какие недостатки он готов простить окружающим, а в самом ответе он даёт «концентрированное выражение всего своего дальнейшего творчества»:
Пруст объявляет, что он готов примириться с „частной жизнью гениев“. В этой фразе ясно прослеживается основная идея критического этюда „Против Сент-Бёва“: в нём писатель рассуждает о том, что повседневная жизнь одаренных людей не имеет ничего общего с их творениями, а потому недостатки писателя, проявляющиеся в повседневности, не должны влиять на оценку достоинств их произведений. Таким образом, обнаруживается, что Пруст начал размышлять над одной из главных для его философских построений проблем ещё в совсем юном возрасте.— Г. А. Субботина. Марсель Пруст
Как замечает Эван Кэйндли, в настоящее время можно уверенно сказать, что «парадигма Сент-Бёва одержала победу, если не в среде критиков, то по крайней мере в культуре в целом». По его мнению, люди склонны оценивать друг друга, основываясь на конкретных симпатиях и антипатиях, в настоящее время распространены «бесконечные онлайн-тесты и опросы ради того, чтобы показать себя своим друзьям и подписчикам». Кроме того, в наши дни в сфере искусства и культуры очень ограниченное количество людей могут отделять свою частную жизнь, привычки и убеждения от работы, поэтому и возобладала такая точка зрения: «Частная жизнь гениев это не порок, к которому нужно относиться со снисхождением, как полагал молодой Пруст, а источник, который нужно разрабатывать и подготавливать для общественного потребления».
Марек Бенчик также отмечает, что в настоящее время при ответах на опросник Пруста «выгоднее не резать правду-матку, а произвести яркое впечатление» и приводит подобные характерные примеры, которые издатель сборника «Vanity Fair» выделяет для читателя как наиболее яркие ответы опрашиваемых знаменитостей:
„Самое разрекламированное достоинство: 60 сантиметров в талии“ (Лорен Бэколл, легенда Голливуда). „Самое экстравагантное во мне: моя карта Visa“ (Тони Беннетт, эстрадный певец). „Любимое путешествие: последняя миля до дома“ (Джонни Кэш, исполнитель музыки кантри) или „Отсюда до холодильника с пивом” (Пол Ньюмен)“. „В друзьях более всего ценю зарядное устройство для аккумулятора и буксирный трос“ (Том Уэйтс, музыкант). „Мой девиз: Крепость не сдавать, я иду!“ — это в школьном возрасте, а теперь: „Да пошли вы…“ (Майк Уоллес, тележурналист). „Когда и где я была счастлива: между двумя замужествами“ (Хеди Ламарр, кинозвезда, изобретатель). „Что меня больше всего пугает: пересчёт километров в мили“ (Дэвид Боуи, рок-музыкант).— Марек Бенчек. Анкета Пруста. Полцарства за красное словцо

## В России
Различные свидетельства бытования подобных анкет можно найти также в российской и советской истории. Так, поэтесса И. В. Одоевцева, любимая ученица Н. С. Гумилёва, в своих мемуарах вспоминала, что он, рассказывая ей о своих детских и юношеских годах, упоминал о том, что и сам заполнял один из вариантов такой анкеты. По его словам, в молодости он «был ужасным эстетом и снобом» и в таком духе ответил на вопросы анкеты:
Я в те дни был влюблён в хорошенькую гимназистку Таню. У неё, как у многих девочек тогда, был „заветный альбом с опросными листами“. В нём подруги и поклонники отвечали на вопросы: „Какой ваш любимый цветок и дерево? Какое ваше любимое блюдо? Какой ваш любимый писатель?“ Гимназистки писали — роза или фиалка. Дерево — берёза или липа. Блюдо — мороженое или рябчик. Писатель — Чарская.

Гимназисты предпочитали из деревьев дуб или ель, из блюд — индюшку, гуся и борщ, из писателей — Майн Рида, Вальтер Скотта и Жюль Верна. Когда очередь дошла до меня, я написал не задумываясь: „Цветок — орхидея. Дерево — баобаб. Писатель — Оскар Уайльд. Блюдо — канандер“. Эффект получился полный. Даже больший, чем я ждал. Все стушевались передо мною. Я почувствовал, что у меня больше нет соперников, что Таня отдала мне своё сердце.— И. В. Одоевцева. На берегах Невы: Литературные мемуары.

По мнению исследователей, в русской и советской школьной и девичьей среде жанр анкеты получает распространение не позже 1930-х годов и является популярным до сих пор. Существование традиций заполнения личных анкет отражено в повести Льва Кассиля «Великое противостояние» (1939—1947), представляющей картины предвоенной школьной жизни конца 1930-х — начала 1940-х годов. В этой книге школьницу Симу Крупицыну побуждают заполнить вопросник её друзья:
На столике перед диваном лежала толстая тетрадь. Все окружили столик, подталкивая меня:
— Пусть и Крупицына напишет!
Я взяла тетрадь. На первой странице её было крупно выведено: „Прошу писать откровенно“.

Я уже слышала, что в школе в старших классах ребята завели такой вопросник. Там наставили разные вопросы о нашей жизни, настроении, о дружбе, о любви, и каждый должен был писать тогда всё начистоту и без утайки. И наши девчонки, видно, собезьянничали у старших.— Л. А. Кассиль. Великое противостояние
В повести приводятся некоторые вопросы анкеты, среди которых были следующие: «Когда вам бывает скучно?», «Кого или чего вы больше всего боитесь?», «Мстительны вы или нет?», «Можете ли вы пожертвовать собой?», а также варианты ответов:
Тетрадка спрашивала и о том, кого я больше всего люблю на свете, и о том, что мне нравится во владельце тетрадки, то есть в Тате, — эта страница целиком была заполнена всякими похвалами Тате: ум, красота, глаза, волосы, весёлый нрав, хороший характер. Потом надо было ещё написать, каков у меня характер (отвратительный!), что лучше — откровенность или скрытность (скрытность), чем увлекаюсь (ещё не знаю), с кем я хочу дружить (с Татой), есть ли у меня враги (Ого! А Ромка?..), кто моя симпатия (нет ещё), довольна ли я жизнью (своей — не совсем) и о чём я мечтаю (совершить какой-нибудь подвиг для людей и купить пуховый берет, как у Таты).— Л. А. Кассиль. Великое противостояние
Культуролог Архипова А. С. в своей работе «Карл Маркс и советская школьница: о происхождении жанра „школьной анкеты“» проследила историю возникновения распространённого со времён хрущёвской оттепели обычая школьниц (в возрасте 12—16 лет) заполнять анкеты с определённым набором вопросов. Архипова прослеживает генезис этого фольклорного жанра — от «Исповеди» Маркса, впервые опубликованной в СССР в 1956 году, через «рецепцию и адаптацию вопросов-ответов „Исповеди“ массовой советской литературой и кино и внедрение практики ответов на вопросы (из „Исповеди“ Маркса) в рамках школьных кружков или „Марксовских чтений“ к появлению и стремительному распространению анкет среди школьников — анкет с модифицированным набором вопросом и без сохранения памяти о претексте».
По мнению Архиповой, до пятидесятых годов такого типа анкеты в СССР практически отсутствовали, в связи с отрицательным к ним отношением со стороны партийных идеологов и функционеров как к буржуазному и пошлому пережитку (по крайней мере, она не находит письменных подтверждений их бытования: «отсутствие материала наводит на мысль, что, скорее, её не было — пока не доказано обратное»). Распространение опросников она объясняет официальной кампанией, связанной с основателями марксизма и начавшейся программой «очеловечивание» вождей, в результате чего возникла устойчивая «письменная форма фольклора». Так, в 1956 году выходит книга «Воспоминания о Марксе и Энгельсе», где в статье Франциски Кугельман упоминается анкета Маркса и приводится текст анкеты с вопросами и его ответами на них. В 1961 году в журнале «Юность» публикуется статья с названием «Признания», где приводятся и сама анкета (со ссылкой на альбом Женни Маркс), и ответы на неё Маркса, его жены, его трёх дочерей, Фридриха Энгельса и других его соратников и друзей. В 1963 году выходит новое собрание сочинений Маркса и Энгельса, и в 31-м томе, с не совсем точной пометкой «первая публикация», воспроизведена анкета Маркса под названием «Исповедь Карла Маркса». В том же издании были напечатаны ответы Энгельса, данные им в шутливом тоне на вопросы Женни Маркс. Так, на вопрос о несчастье он ответил — «визит к зубному врачу», а на вопрос о счастье — «Шато-Марго 1848 г.» В 32-м томе собрания сочинений Маркса и Энгельса анкета последнего под названием «Исповедь» была опубликована по рукописному тексту, сохранившемуся в альбоме Женни Маркс. По мнению Архиповой, анкета Маркса «была легитимирована сразу на трёх уровнях: идеологическом (публикация в собрании сочинений), социальном (воспоминания Ф. Кугельман) и массовом молодёжном (публикация в „Юности“). Эти публикации и породили большое количество переработок в беллетристической и методической литературе о Марксе для школьников в 1960-х годах», а эпизод с заполнением Марксом анкеты встречается практически во всех изданиях для школьников тех лет.
В 1958 году выходит фильм «Дорогой мой человек», где в начале присутствует сцена, которая иллюстрирует момент выбора дальнейшего жизненного пути главными героями фильма и в которой молодые люди — Володя Устименко и Варвара Степанова — лежат на крыше и обсуждают анкету Маркса, из которой в ленте фигурируют четыре вопроса: «Недостаток, который внушает Вам наибольшее отвращение?», «Ваша отличительная черта?», «Ваше представление о счастье?» и «Что Вы больше всего цените в женщинах?»
В дальнейшем анкеты, по инициативе сверху, копировались и раздавались для того, чтобы школьники сами их заполняли, а потом и обсуждали. Апогея эта кампания достигла в 1968 году в связи со 150-летним юбилеем со дня рождения основателя марксизма, в ходе проведения так называемых «Марксовых чтений». На эту тему стала выпускаться различная методическая литература, в которой можно было прочесть: «Интерес старшеклассников к Марксу и Энгельсу тесно сплетается с интересом к самим себе, с открытием „я“. Не случайно в школьной практике закрепилась известная анкета „Исповедь“, на вопросы которой отвечал в своё время по просьбе дочерей Карл Маркс. Часто бывает, что именно она даёт „первотолчок“ личностному осмыслению темы». С конца 1960-х годов появляется много уже довольно самостоятельных анкет, в них сначала упоминаются те же вопросы, что и в анкете Карла Маркса, но постепенно фольклорная традиция отходит от них: «Они почти перестают касаться философских, абстрактных тем, становятся максимально конкретными». В конце концов все эти факторы привели к созданию фольклорной девичьей рукописной анкеты, некоторые следы бытования которой прослеживаются практически до современных дней.
В июне 1970 года В. С. Высоцкий ответил на вопросы анкеты из 56 вопросов артиста А. С. Меньшикова. На вопросы этой анкеты также ответили Валерий Золотухин, Вениамин Смехов, Леонид Филатов, Борис Хмельницкий и другие актёры Театра на Таганке.
В. А. Базанов полагает, что основная функция подобного рода анкет — коммуникативная, а развлекательная, эстетическая и когнитивная, по его мнению, «имеют подчинительный характер по отношению к коммуникативной. Кроме того, анкета является „инструментом“ малой социализации, средством проникновения в социальную структуру… подросткового коллектива (не только для хозяина анкеты, но и для респондентов)». По мнению С. Б. Борисова, эти функции следует также дополнить любовно-коммуникативным контекстом, так как анкеты-вопросники фактически являются «устойчивым жанром девичьей рукописной культуры, реализующей функцию любовной коммуникации и гендерной социализации в формах легитимных для данного пола (девочки) и возраста (10—13 лет)».

### Современное положение
В конце каждой телевизионной программы «Познер» ведущий программы Владимир Познер задаёт приглашённому несколько вопросов из опросника Пруста. Он также дополняет эту анкету своими вопросами, как, например: «Представ перед Богом, что вы ему скажете?» или «Если б Вы могли пообщаться с любым из когда-либо живших людей, это был бы кто?». В своей книге «Познер о „Познере“» ведущий даёт краткую справку о возникновении и традициях подобного рода анкет, приводит ответы Пруста и свои собственные.
В казахстанском глянцевом журнале Teens and People есть рубрика «The Person», в которой главный редактор Александр Гребенников использует вопросы из опросника Пруста и задаёт их интересным, по мнению редакции, гостям. Оканчивается рубрика вопросом гостю о пожеланиях читателям.

## Комментарии
1. ↑  Интересно, что вопросы в анкете были написаны на английском языке, однако Пруст отвечал на французском.
2. ↑  Женни Маркс — старшая дочь Карла Маркса
3. ↑  У Пруста именно так[7].
4. ↑  См. выше[7].
5. 1 2  Подчёркнуто Прустом.
6. ↑  Зачёркнуто Прустом.
7. ↑  Имеется в виду Береника, 17-летняя царица Палестины в одноимённой трагедии Жана Расина (1670 г.).
8. ↑  Имеется в виду камамбер — сорт мягкого сыра